# Ambla (miejscowość)
Ambla – miejscowość (alevik) w Estonii, w prowincji Järvamaa, w gminie Järva.
Miejscowość liczy 292 mieszkańców (stan na 31 grudnia 2021). Była siedzibą gminy Ambla do roku 2017, kiedy to została włączona do gminy Järva.

## Galeria

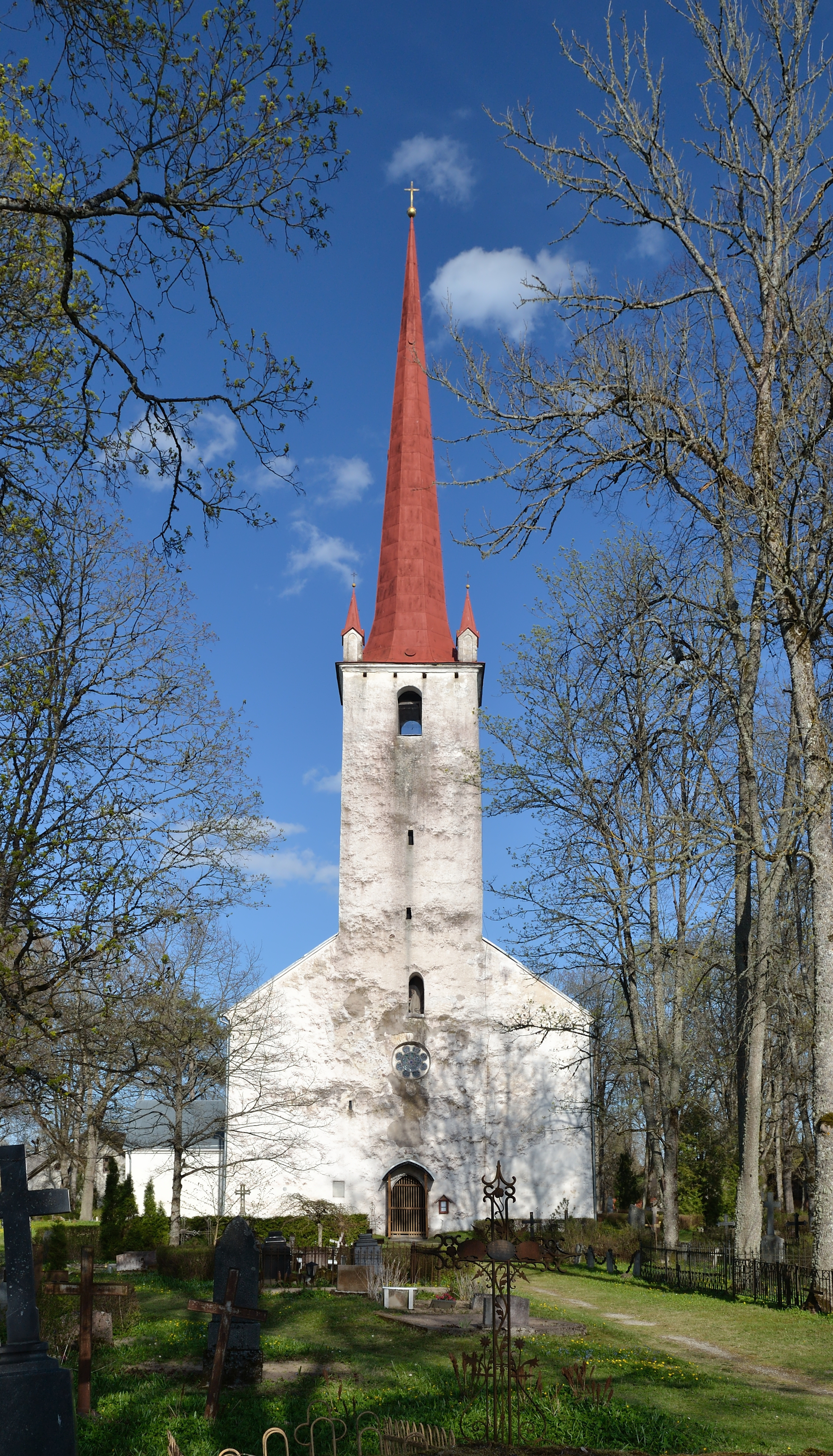
Kościół w Ambla
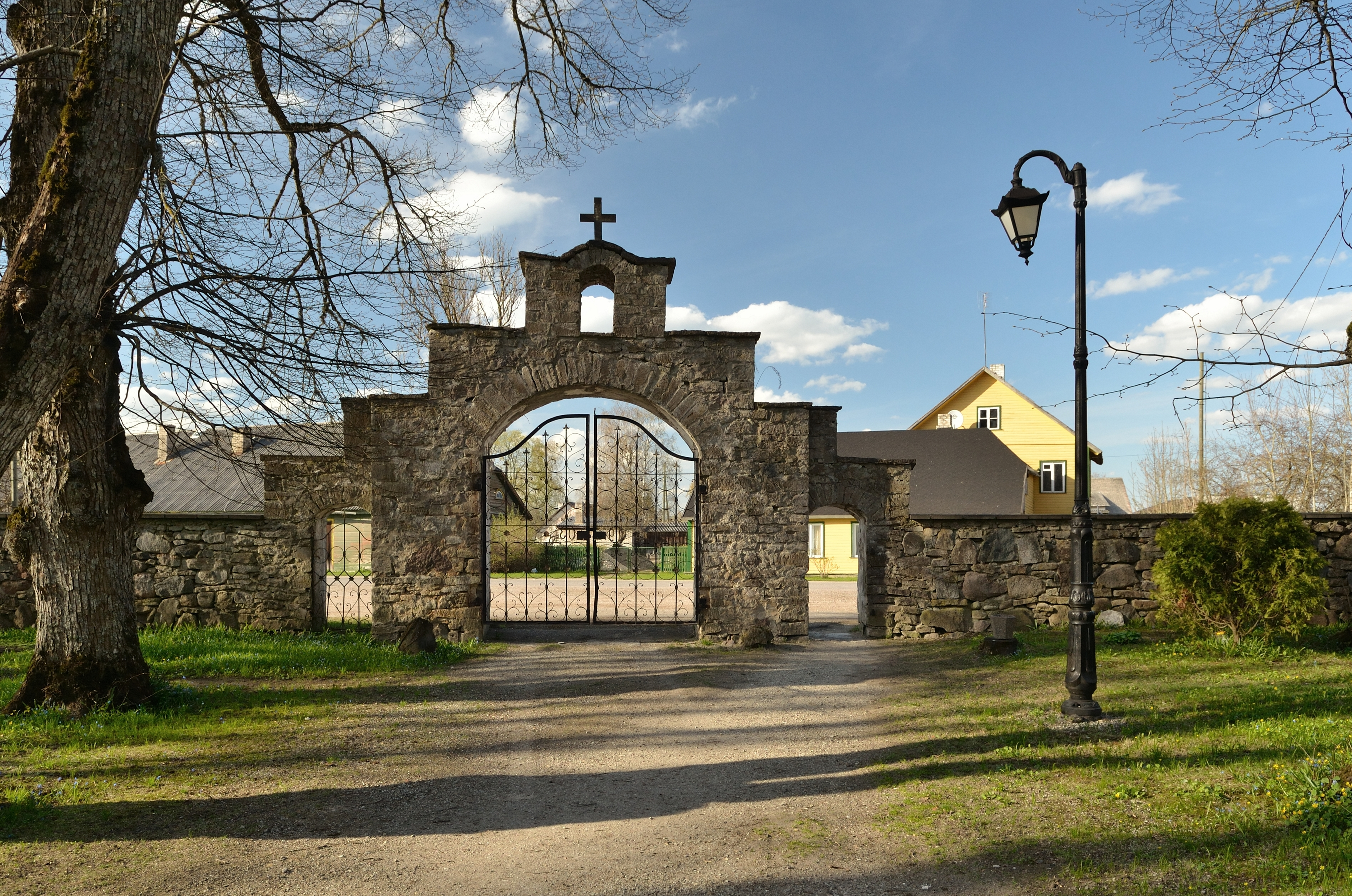
Brama kościelna
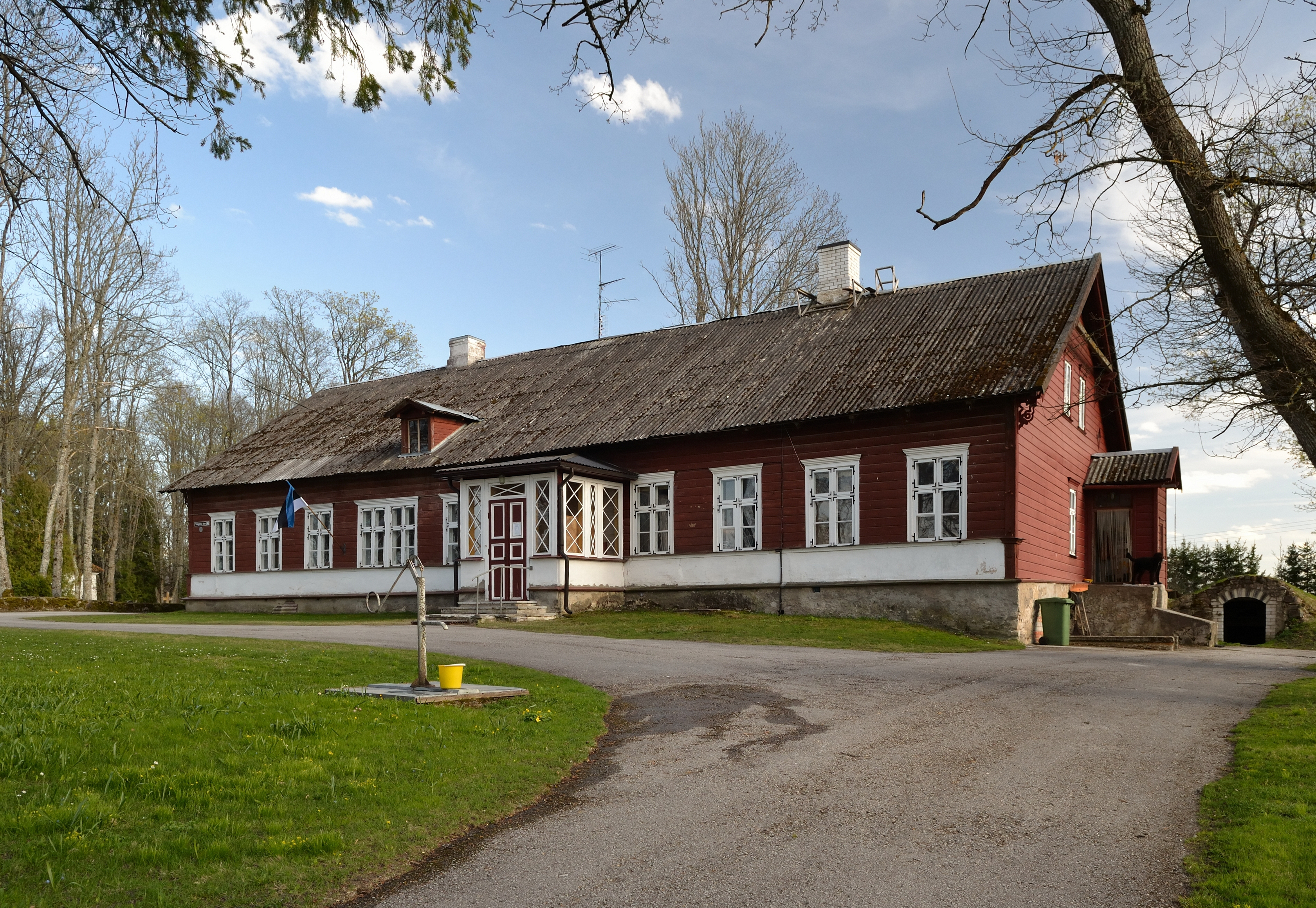
Plebania
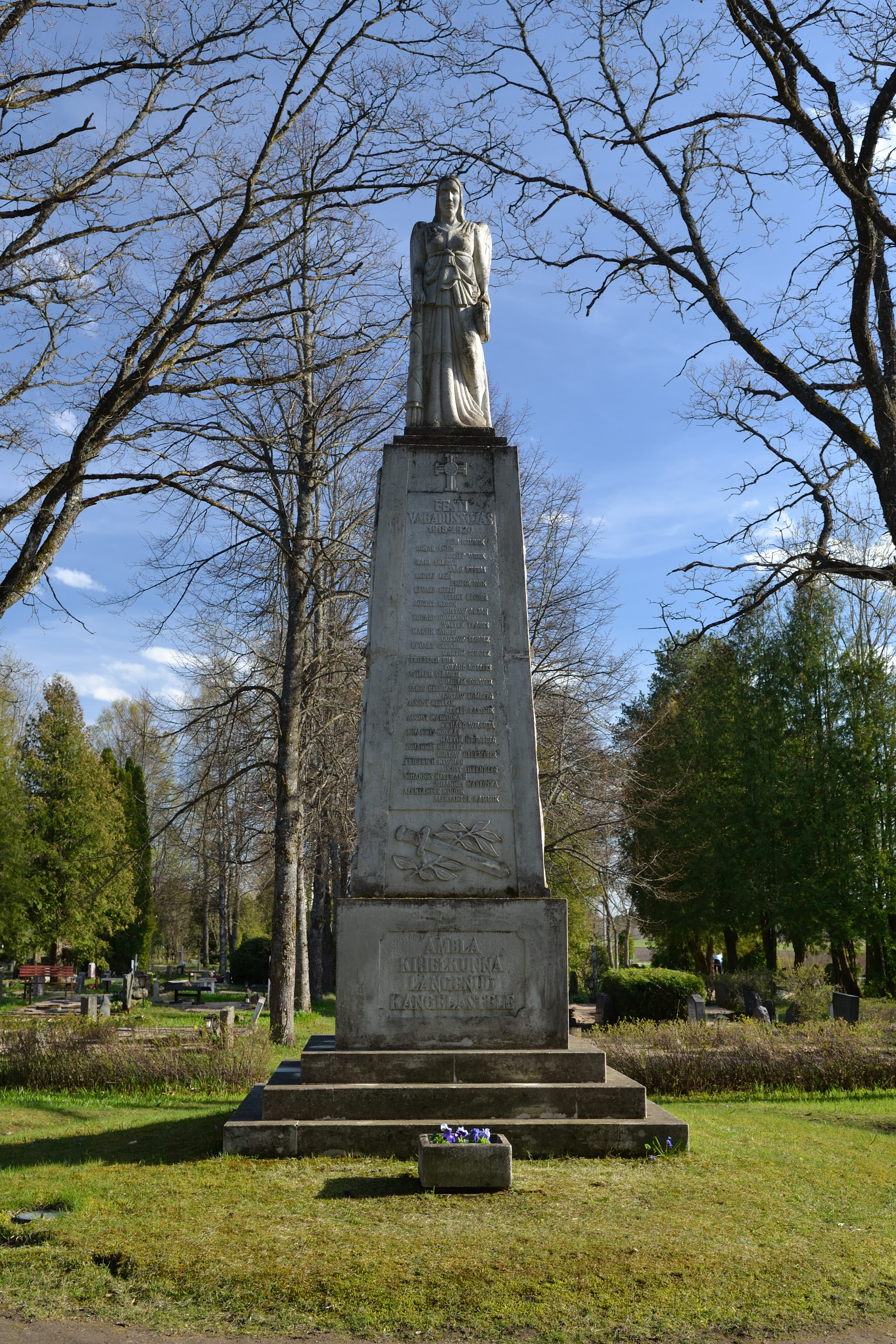
Pomnik upamiętniający wojnę o niepodległość